# ATP Buzios 1992
L'ATP Buzios 1992 è stato un torneo di tennis giocato sul cemento. È stata la 2ª edizione del torneo che fa parte della categoria ATP World Series nell'ambito dell'ATP Tour 1992. Si è giocato a Armação dos Búzios in Brasile dal 2 all'8 novembre 1992.

## Campioni

### Singolare maschile
Jaime Oncins ha battuto in finale  Luis Herrera con il punteggio di 6–3, 6–2

### Doppio maschile
Maurice Ruah /  Mario Tabares hanno battuto in finale  Mark Keil /  Tom Mercer con il punteggio di 7–6, 6–7, 6–4